# Netzgrafik
Netzgrafik (auch Linientaktkarte, Liniennetzkarte, ITF-Graph oder Routengrafik) wird eine graphenförmige Darstellungsform von Taktfahrplänen genannt. In ihr werden Linien und Knotenpunkte eines Streckennetzes mit ihren fahrplanmäßigen Zeiten dargestellt. Sie sind geeignet, starre Taktfahrpläne eines Streckennetzes wiederzugeben.

## Geschichte

Beispiel-Netzgrafik mit 5 Knoten und 2 Haltepunkten mit Nullsymmetrie

Die Netzgrafik entstand aus einer Kombination aus Liniennetzplan, wie er meist im Stadt- und Nahverkehr benutzt wird, und Bildfahrplan, wie er bei der Fahrplanung im Eisenbahnwesen angewendet wird. Während Ersterer den Verlauf der Linien und teilweise die Takte im gesamten Netz übersichtlich wiedergibt, bildet Letzterer den zeitlichen Verlauf auf einem begrenzten Netzteil (meist eine einzelne Strecke) zeitlich exakt ab.
Ein erster Ansatz hierzu wurde 1855 bei der schweizerischen Post getätigt, als man die Postkutschenverbindung in einer Kurskarte zusammen mit den Ankunfts- und Abfahrtszeiten an wichtigen Stationen und Entfernungsangaben veröffentlichte. Hierbei wurde jede einzelne Verbindung mit einem Strich dargestellt. In heutigen Netzgrafiken werden meist mehrere in regelmäßigen Abständen verkehrende Verbindungen einer Linie durch einen einzelnen Strich dargestellt.
Die Deutsche Bundesbahn legte ihren Kursbüchern von Ende der 1950er bis in die 1990er Jahre Netzgrafiken ihres Fernverkehrsnetzes in Form der Faltblätter „F-Netz in der Brieftasche“, „IC-Netz in der Brieftasche“, „InterCity-Fahrplan“ bzw. „City-Fahrplan ICE/EC/IC“ bei.
Als Instrument der Fahrplanung wurde im deutschsprachigen Raum die Netzgrafik durch die SBB-Fahrplaner Berthouzoz, Meiner und Stähli Anfang der 1970er Jahre für die Entwicklung des 1982 in Betrieb genommenen Schweizer Taktfahrplans eingeführt. Die Darstellungsform hatten sie von der Niederländischen Eisenbahn übernommen, die sie für ihren Taktfahrplan 1970 entwickelt hatten. Als Vorteile dieser Darstellungsform sahen sie die Übersichtlichkeit in komplexen Netzen und die Möglichkeit verschiedene Varianten schnell beurteilen zu können.
Im Jahr 2002 veröffentlichte die Schweizer Eisenbahn-Revue, zum 20. Jubiläum des Schweizer Taktfahrplanes, zum ersten Mal eine Netzgrafik Schweiz als Informationsmaterial für den Fahrgast. Diese wurde von der Firma SMA und Partner mit ihrem Programm Viriato erstellt und wird seitdem regelmäßig aktualisiert in den Zeitschriften des Verlags Minirex veröffentlicht. Ebenso wird diese von den SBB selbst in ihrem Kursbuch veröffentlicht.
Daneben wurden mittlerweile auch von SMA weitere Netzgrafiken wie etwa von der S-Bahn Zürich, der S-Bahn München  sowie dem Schienenverkehr in Südnorwegen und Österreich öffentlich zur Verfügung gestellt.
In Deutschland verwendet unter anderem die S-Bahn Rhein-Main in ihrem sogenannten Streckenfahrplan, der Aachener Verkehrsverbund mit seinem sogenannten Taktfahrplan und der Zweckverband Personennahverkehr Westfalen Süd Netzgrafiken zur Fahrgastinformation. Auf den Rückseiten der meisten Faltfahrpläne der S-Bahn RheinNeckar finden sich ein Abdruck des VCD-Fahrplankärtchens.
Darüber hinaus werden Netzgrafiken in der langfristigen Planung von Schienenverkehren durch Eisenbahninfrastrukturunternehmen und Aufgabenträger des SPNV, sowie in Fachartikeln, insbesondere über das Thema Integraler Taktfahrplan, genutzt.
Seit 2013 veröffentlicht die Bayerische Eisenbahngesellschaft eine jährlich aktualisierte Netzgrafik für den Schienenpersonennahverkehrs in Bayern und für die S-Bahn München.
Das Kompetenzcenter Integraler Taktverkehr NRW gab 2015 in Zusammenarbeit mit SMA+Partner eine Netzgrafik für das Bundesland Nordrhein-Westfalen heraus.

## Beschreibung

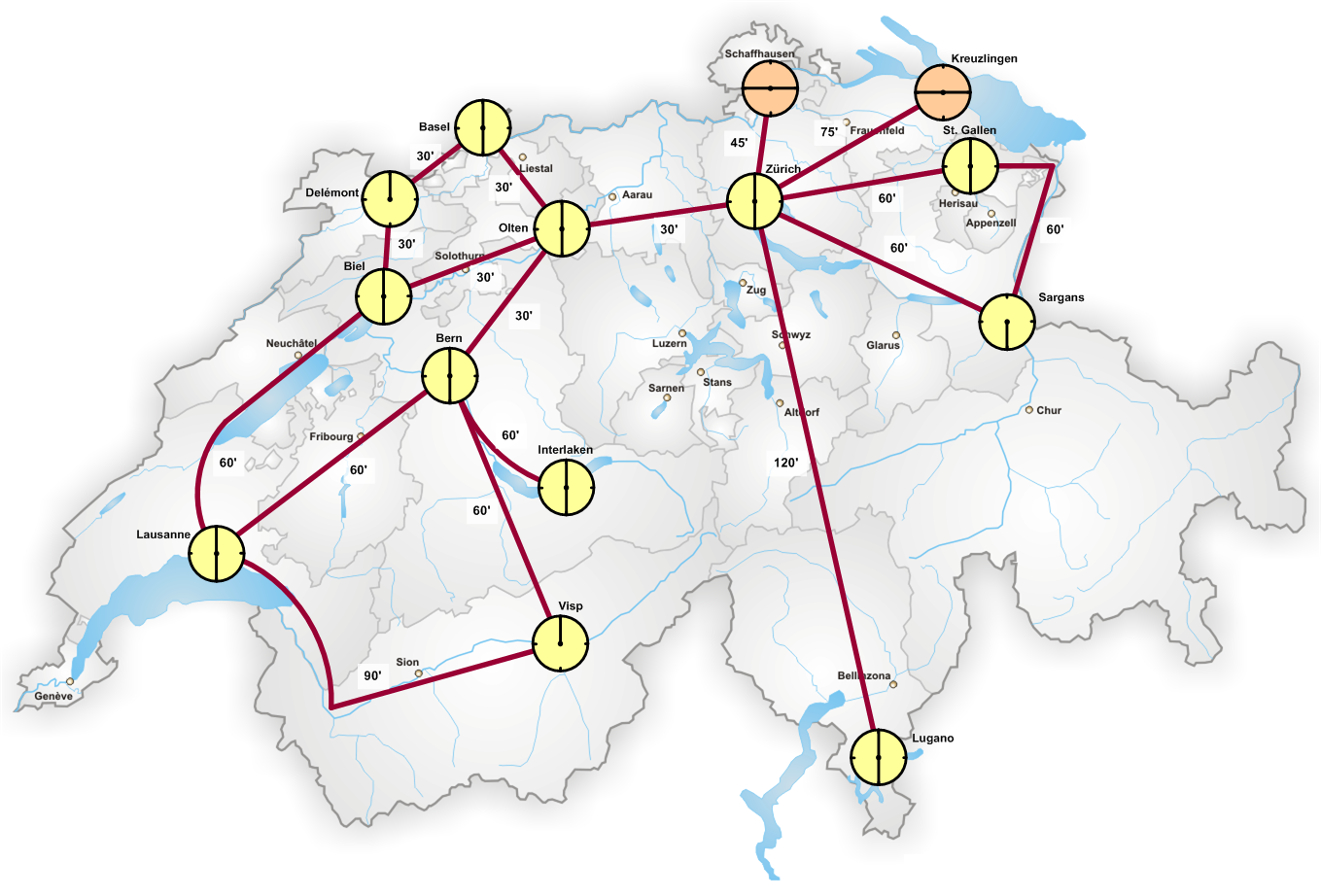
Taktknoten-Netzgrafik des geplanten Knotensystems in der Schweiz 2030

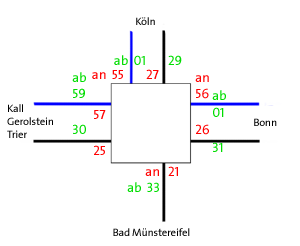
Darstellung des Taktknoten in Euskirchen mit Hilfe eines Netzgrafik-Ausschnittes

Die Netzgrafik fügt dem zweidimensionalen Liniennetzplan eine dritte Dimension, die Zeit hinzu. Somit kann in einer Netzgrafik der Taktfahrplan mit kleinen Takten eines Gebietes übersichtlich dargestellt werden. Streng getaktete Systeme können hiermit sogar vollständig abgebildet werden. In den meisten getakteten Netzen gibt es jedoch Abweichungen im Taktgefüge, so dass meist lediglich der Grundtakt dargestellt wird und Abweichungen bzw. Ausnahmen mit Hinweisen vermerkt werden, bzw. als speziell gekennzeichnete Linien eingezeichnet. Insbesondere Anschlüsse, Abhängigkeiten und Symmetrien  zwischen den Taktlinien können so übersichtlich dargestellt werden, sofern die Abweichungen vom strengen Taktverkehr nicht zu groß werden.
Nachfolgend sei beispielhaft die Gestaltung der von Minirex, SBB und SMA und Partner herausgegebenen Schweizer Netzgrafik. Die Gestaltung anderer Netzgrafiken, Linientaktkarten und Liniennetzkarten weicht teilweise sehr von dieser ab.
- Wichtige Haltestellen werden als Rechtecke, weniger wichtige Haltestellen einzeln oder zusammengefasst als kleine Kreise dargestellt. In der Nähe der wichtigen Haltestellen werden ihre Namen angeschrieben, Namen kleinerer Haltestellen erscheinen nicht. Die Anordnung der Haltestellen geschieht meist topologisch. Teilweise wird von dieser Gestaltung abgewichen, um kreuzungsfreiere Liniendarstellung zu erhalten. So können etwa Trennungsbahnhöfe aufgeteilt werden, um die Übersichtlichkeit zu erhöhen.
- Jede Linie wird als Strich durch alle Haltestellen geführt, die sie durchfährt. In Längsrichtung dieser Striche wird meist die Liniennummer angegeben. Die Form und Farbe des Striches kann dabei Auskunft über Takt und Zuggattung der Linie geben. So wird ein Stundentakt als Volllinie, ein Zweistundentakt als Strichlinie und ein Halbstundentakt als doppelte Volllinie gezeichnet.
- An den wichtigeren Haltestellen sind an den Linienstrichen die jeweiligen Ankunfts- und Abfahrtsminuten an dieser Station angegeben. Diese können durch unterschiedliche Schriftauszeichnungsarten andeuten, ob sie zur geraden, d. h. um 0.xx, 2.xx, 4.xx ... Uhr, oder ungeraden, d. h. um 1.xx, 3.xx, 5.xx ... Uhr, Stunde sind. Je nach Fahrordnung des jeweils dargestellten Gebietes werden die Ankunfts- und Abfahrtszeiten rechts oder links der Linie, leicht versetzt angeordnet. Die Ankunftszeit wird dabei näher, die Abfahrtszeit entfernter vom Knoten dargestellt. Bei Takten, die kleiner als Stundentakt sind, wird meist nur die zur Nullminute nächstgelegenen Zeiten angegeben.
- Besondere betriebliche Verhältnisse können als Symbole in der Netzgrafik verwendet werden. So werden Flügelungen/Vereinigungen so dargestellt, dass sich die beiden Flügellinien im Knoten aus der Hauptlinie heraus trennen. Rund um den Trennpunkt der Linien wird ein Kreis gezeichnet.
- Zusätzlich zu den oben genannten Elementen können weitere Kommentare in der Netzgrafik verzeichnet sein.

## Computerprogramme
Die Erstellung von Netzgrafiken erfolgt in der Regel mit Computerprogrammen zur Fahrplanerstellung und -analyse. Unter anderem beinhalten die Programmsysteme FBS, Optitakt, RailSys, TAKT und Viriato die Möglichkeit Netzgrafiken zu erstellen. In diesen Fahrplanungsprogrammen werden die erstellten Fahrpläne automatisch in die Netzgrafiken übertragen. Bei der ebenso angewendeten Erstellung mittels Grafik- und Tabellenkalkulationssoftware müssen diese manuell vom Bearbeiter eingetragen werden.
Die Schweizerischen Bundesbahnen stellen einen Netzgrafik-Editor als Open-Source-Projekt zur Verfügung.

## Abwandlungen
In Anlehnung an die minutengenauen Netzgrafiken werden auch teilweise Taktknoten-Netzgrafiken verwendet. Hierbei werden lediglich die Kantenfahrzeiten in einer Viertelstunden-Genauigkeit angegeben und die Umsteigeknoten durch ihre Knotenzeit gekennzeichnet.
Eine weitere Art der Netzgrafiken sind sogenannte Fahrplankarten. Diese sind ähnlich wie Linienpläne gestaltet und verzeichnen die Fahrzeit sowie den Takt von Linien. Jedoch geben sie meist keine minutengenauen Ankunfts- und Abfahrtszeiten an.